# Governatori romani della Gallia Narbonense

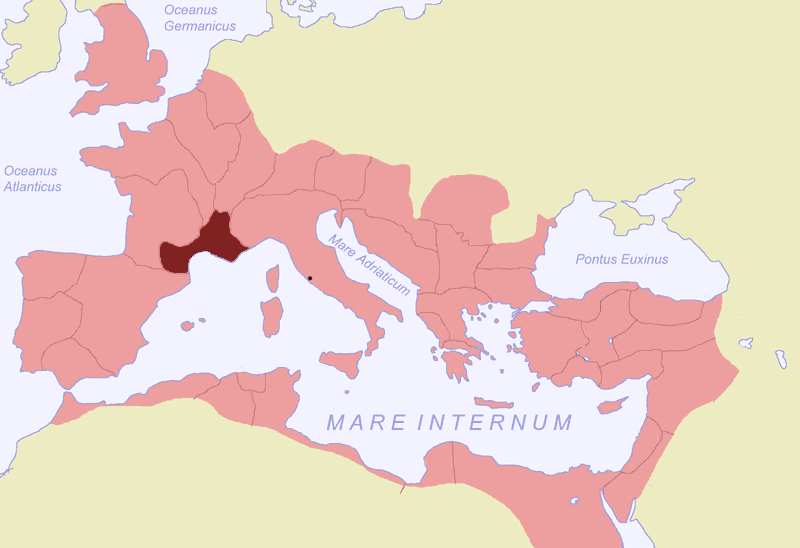
La provincia romana della Gallia Narbonense nell'anno 120

In questa voce vengono elencati i governatori della provincia romana della Gallia Narbonense.

## La provincia gallica della Narbonense
La regione divenne provincia romana nel 121 a.C., col nome originario di Gallia Transalpina (o Gallia ulterior o Gallia comata, ossia "Gallia al di là delle Alpi", in contrapposizione alla Gallia Cisalpina o Gallia citerior o Gallia togata, ossia "Gallia al di qua delle Alpi"). Dopo la fondazione della città di Narbo Martius, o Narbona, (l'attuale Narbonne), nel 118 a.C., la provincia fu rinominata Gallia Narbonensis, o Gallia bracata, con la nuova colonia costiera come capitale.
In età imperiale, la provincia fu affidata a un proconsole dell'ordine senatorio.
Con la riforma dioclezianea, la Gallia narbonese perse la sua parte più settentrionale, che assunse il nome di Gallia Viennensis. Poco dopo la provincia venne ulteriormente divisa, in Narbonensis prima (ad occidente del Rodano), e Narbonensis secunda (oriente del Rodano). Insieme all'Aquitania prima, all'Aquitania secunda, alla Novempopulania (da Novempopuli il resto del sud-ovest della Gallia) e alle Alpi Marittime andò a formare la Diocesi, denominata Septem Provinciae.

## Lista di governatori
| Anno                  | Provincia romana                          | Governatore romano               | Note |
| --------------------- | ----------------------------------------- | -------------------------------- | --- |
| 125–123 a.C.          | Gallia Narbonense                         | Marco Fulvio Flacco              | come console fu inviato in aiuto della città di Massilia contro le popolazioni dei Liguri, Salluvi e Vocontii; continuò suo mandato come proconsole l'anno successivo nel 124 a.C.; trionfò nel 123 a.C. |
| 123–122 a.C.          | Narbonense                                | Gaio Sextio Calvino              | proconsole; dopo aver respinto i Galli dalla costa ad est di Massilia, restituì quei territori ai Massilioti; fondò poi Aquae Sextiae (Aix-en-Provence); trionfò sui Liguri, Salluvi e Voconti |
| 122–120 a.C.          | Narbonense                                | Gneo Domizio Enobarbo            | come console concluse la guerra contro i Saluvii; si scontrò poi con gli Arverni e gli Allobrogi e continuò la guerra anche come proconsole; celebrò il trionfo sugli Arverni nel 120 a.C.; iniziò la costruzione della Via Domitia |
| 121–120 a.C.          | Narbonense                                | Quinto Fabio Massimo Allobrogico | come console si unì a Gneo domizio nella guerra contro i Galli; sconfisse gli Allobrogi, meritandosi il cognome di Allobrogicus e costruendovi poi un monumento sul sito della battaglia; sfonfisse i Ruteni e Arverni, catturando i loro capi; come proconsole celebrò un trionfo nel 120 a.C. sugli Allobrogi e Arverni del loro re Bituito |
| 115 a.C.              | Narbonense                                | Marco Emilio Scauro              | celebrò il trionfo sui Galli e Liguri |
| 109–108 a.C.          | Narbonense                                | Marco Giunio Silano              | nel 104 a.C. accusato di incompetenza per la sua sconfitta (come console) da parte dei Cimbri in Gallia |
| 107 a.C.              | Narbonense                                | Lucio Cassio Longino             | come console ottenne un successo sui Volcae presso Tolosa, poi però fu sconfitto ed ucciso dai Tigurini |
| 106–105 a.C.          | Narbonense                                | Quinto Servilio Cepione          | come console attaccò i Volci Tectosagi; a Tolosa trafugò il loro sacro tesoro, "che scomparve in circostanze poco chiare, mentre era trasportato alla città alleata di Massilia, per essere poi spedito a Roma; come proconsole rifiutò di cooperare con Gneo Mallio Massimo (vedi sotto) e condusse la sua armata in una sconfitta disastrosa presso Arausio contro la popolazione germanica dei Cimbri e dei loro alleati; fu accusato dal tribuno della plebe Gaio Norbano (probabilmente nel 103 a.C.) poiché la sua armata era stata distrutta completamente; fu quindi arrestato poi liberato dal tribuno della prebe L. Regino e mandato in esilio a Smirne |
| 105 a.C.              | Narbonense                                | Gneo Mallio Massimo              | scarsa cooperazione con Cepione contro i Cimbri ed i Teutoni lo condusse al disastro delle armate romane per il quale fu condannato all'esilio nel 103 a.C. |
| 104 a.C.              | Narbonense                                | Gaio Flavio Fimbria              | prese il comando della Gallia Narbonense contro i Cimbri ed i loro alleati; eletto console in absentia; sconosciute sono le sue azioni, ma poi su processato, appoggiato da Scauro, fu assolto |
| 102–101 a.C.          | Narbonense                                | Gaio Mario                       | come console in tentrambi gli anni, sconfisse prima i Teutoni e gli Ambroni in due battaglie presso Aix nel 102 a.C.; eletto console in absentia; rifiutò il trionfo, per potersi unire a Quinto Lutazio Catulo (vedi sotto); sconfisse i Cimbri nel 101 a.C. nella battaglia di Vercelli; celebrò il trionfo per le due vittorie |
| 91 a.C.               | Narbonense                                | Marco Porcio Catone              | morì nella provincia |
| 85?–81 a.C.           | Narbonense                                | Gaio Valerio Flacco              | Governò la Hispania Citerior e quella Ulterior dal 92 a.C.; fu formalmente installato nella Gallia Transalpina dall'85 a.C. se non prima, senza necessariamente aver lasciato l'incarico in Hispania; fu forse anche governatore della Gallia Cisalpina; |
| 78 a.C.               | Narbonense                                | Lucio Manlio                     | sconfitto in battaglia dalle forze di Quinto Sertorio nella provincia ed in Hispania |
| 77 a.C.               | Narbonense                                | Marco Emilio Lepido              | assegnato alla provincia come proconsole, ma potrebbe non essere mai entrato nella stessa prima di morire in Sardegna |
| 77?/74?–74?/72 a.C.?  | Narbonense                                | Marco Fonteio                    | governatore per tre anni, probabilmente come pro praetore, con una data incerta; accusato dai Galli di estorsione ma difeso con successo da Cicerone |
| 67–65 a.C.            | Narbonense                                | Gaio Calpurnio Pisone            | assigned proconsular command of both Gauls to quash an uprising among the Allobroges; accused in 63 for extortion among the Transpadanes |
| 64– inizi del 63 a.C. | Narbonense                                | Lucio Licinio Murena             | tornò a Roma per concorrere al consolato e lasciò il comando al fratello insieme a Publio Clodio Pulcro |
| 62–60 a.C.            | Narbonense                                | Gaio Pomptinio Vatinio           | annullò un'altra rivolta degli Allobrogi; nel 59 a.C. Publio Vatinio come tribuno della plebe bloccò un possibilie trionfo per queste vittorie, celebrato solo nel 54 a.C. |
| 60 a.C.               | Narbonense                                | Quinto Cecilio Metello Celere    | morì a Roma prima di poter assumere il proconsolato in Gallia Narbonense, ormai assegnatogli |
| 58–47 a.C.            | Narbonense, Cisalpina e poi Gallia Comata | Gaio Giulio Cesare               | la Gallia Narbonense fu assegnata a Cesare con la Lex Vatinia e rinnovata nel 55 a.C. dalla Lex Pompeia Licinia; la data della lex del 55 è attualmente dibattuta tra gli storici moderni, ma il suo rifiuto di restituire la provincia nel 49 a.C. fu senza dubbio fuori legge. |
| 49 a.C.               | Gallia Comata?                            | Lucio Domizio Enobarbo           | assegnata per succedere a Cesare come proconsole, ma occupata da Cesare durante la guerra civile |
| 48–46 a.C.            | Gallia Comata?                            | Decimo Giunio Bruto Albino       | messo al comando da Cesare, probabilmente come legatus pro praetore; mel 46 a.C. fermò una rivolta tra i Bellovaci nella Gallia Belgica, che non era ancora organizzata come provincia autonomaa quel tempo |
| 45 a.C.               | Gallia Comata?                            | Aulo Irzio                       | includeva anche la Narbonensis |
| 44–43 a.C.            | Narbonense e Hispania Citerior            | Marco Emilio Lepido              | proconsole messo da Cesare |
| 44–43 a.C.            | Gallia Comata?                            | Lucio Munazio Planco             | messo da Cesare come proconsole, escludendo invece la Narbonensis |
| 44–42 a.C.            | Gallia Cisalpina e Gallia Comata          | Marco Antonio                    | proconsole designato il 1º giugno del 44 a.C., probabilmente per 5 anni |